# Garami József
Garami József, született Glück (Pécs, 1939. augusztus 9. – Pécs, 2025. április 22.) magyar labdarúgó, edző, a magyar labdarúgó-válogatott szövetségi kapitánya (1987).

## Pályafutása

### Játékosként
1953-ban kezdte el a futballt a Pécsi Dózsa csapatában. Tíz évig játszott a klubban. 1964-ben rövid ideig a Pécsi VSK labdarúgója, majd 1965-ben a Komlói Bányász játékosa. 1966-ban tért vissza a PVSK-hoz, majd itt is fejezte be pályafutását 1967-ben.

### Edzőként
A pécsi ciszterci gimnáziumban érettségizett. 1964-ben végzett a Pécsi Tanárképző Főiskola magyar–orosz–testnevelés szakán. Első edzői állását a Pécsi Sportiskolánál töltötte be, ahol utánpótlásedzőként dolgozott. 1971-ben szerzett tanári, 1976-ban szakedzői diplomát szerzett a Testnevelési Főiskolán. 1973-ban régi csapatánál, a Pécsi Dózsánál, ill. későbbi jogutódjánál, a Pécsi MSC-nél lett utánpótlásedző, majd 1985-ben a felnőtt csapat vezetőedzője lett. Ugyanebben az évben mesteredzői címet szerzett. Első mérkőzésén a kiesés elől menekülő Pécsi MSC 1–1-es döntetlent játszott a Ferencvárossal. 1992-ig tartó edzősége során érte el a pécsi labdarúgás legsikeresebb időszakát (2. hely). Még pécsi munkája idején, 1987-ben öt mérkőzés erejéig a magyar labdarúgó-válogatott megbízott szövetségi kapitánya volt. 
1993-ban az Újpesti TE vezetőedzőjévé nevezték ki, majd 1996-ban lett először az MTK vezetőedzője, Garaba Imre utódjaként, ahol bajnoki címet szerzett az együttessel, majd 1998-ban a Győri ETO FC szakmai igazgatójává, 1999-ben pedig a klub vezetőedzőjévé nevezték ki. Edzősége alatt érte el a csapat történetének egyik legsikeresebb szereplését, amikor elérték a magyar labdarúgó-bajnokság negyedik helyét. 2001-ben rövid időre visszatért az MTK-hoz szakmai igazgatónak, majd 2002-ben a Ferencvárosi TC vezetőedzője lett, a csapattal bajnoki aranyat szerzett. 2003-ban visszatért az MTK-hoz, annak szakmai igazgatója lett, majd 2004-ben vezetőedzője is.
1996-ban a Magyar Labdarúgó-szövetség edzőbizottságának elnökévé választották.
2008. szeptember 19-én az FC Fehérvár-MTK (0-2) mérkőzésen 626. élvonalbeli meccsén ült a kispadon és ezzel Lakat Károly csúcsát döntötte meg.
2008-ban az év edzőjének választották, az MTK-val bajnoki címet szerzett. 2015 nyaráig irányította a csapatot, 2015. május 31-én, a Diósgyőr ellen 1–0-ra elvesztett bajnokin 797. élvonalbeli bajnokiján ült a kispadon. Ezt követően is a klub alkalmazásában maradt és szakmai igazgatóként tevékenykedett tovább.
2019. augusztus 9-én, 80. születésnapján róla nevezték el a pécsi utánpótlásképző-központot. 2020 augusztusában a PMFC szakmai koordinátora lett.

## Díjai, elismerései
- Orth György-díj (1996, 1997)[2]
- Év edzője-díj (2008)
- A Magyar Érdemrend lovagkeresztje (2013)

## Statisztika

### Mérkőzései szövetségi kapitányként
| Magyarország | Magyarország         | Magyarország                | Magyarország  | Magyarország | Magyarország | Magyarország | Magyarország | Magyarország |
| #            | Dátum                | Helyszín                    | Hazai         | Eredmény     | Vendég       | Kiírás       | Gólok        | Esemény      |
| ------------ | -------------------- | --------------------------- | ------------- | ------------ | ------------ | ------------ | ------------ | ------------ |
| 1.           | 1987. szeptember 9.  | Glasgow, Hampden Park       | Skócia        | 2 – 0        | Magyarország | barátságos   | -            |              |
| 2.           | 1987. szeptember 23. | Varsó, Legia-stadion        | Lengyelország | 3 – 2        | Magyarország | Eb-selejtező | -            |              |
| 3.           | 1987. október 14.    | Budapest, Népstadion        | Magyarország  | 3 – 0        | Görögország  | Eb-selejtező | -            |              |
| 4.           | 1987. november 18.   | Budapest, Népstadion        | Magyarország  | 0 – 0        | NSZK         | barátságos   | -            |              |
| 5.           | 1987. december 2.    | Budapest, Üllői úti Stadion | Magyarország  | 1 – 0        | Ciprus       | Eb-selejtező | -            |              |
|              | Összesen             |                             |               | -            | mérkőzés     |              | -            | gól          |

## Emlékezete
- Garami József utánpótlásképző központ Pécsen (2019)[8]